# Aéroport de Shangrao Sanqingshan
L'aéroport de Shangrao Sanqingshan (chinois : 上饶三清山机场 ; pinyin : shàngráo sānqīngshān jīchǎng) (code IATA : SQD • code OACI : ZSSR), est un aéroport situé sur le district de Xinzhou, ville-préfecture de Shangrao, au Nord-Est dans la province du Jiangxi, elle-même située au Sud-Est de la république populaire de Chine. Son nom fait référence au mont Sanqing, mont taoïste situé sur le territoire de la ville-préfecture.

## Compagnies et destinations
| Compagnies             | Destinations                          |
| ---------------------- | ------------------------------------- |
| Chengdu Airlines       | Chengdu-Shuangliu, Zhoushan Putuoshan |
| China Eastern Airlines | Harbin Taiping, Kunming-Changshui     |
| China United Airlines  | Pékin-Nanyuan, Huizhou Pingtan (en)   |
| Shandong Airlines      | Jinan, Qingdao-Jiaodong, Sanya-Phénix |
| Shenzhen Airlines      | Shenzhen-Bao'an                       |

Édité le 12/07/2019